# Marina Coffa
Marina Coffa (Roma, 16 ottobre 1951 – Roma, 8 marzo 2011) è stata un'attrice italiana, attiva per un breve periodo, fra la fine degli anni sessanta e i primi anni settanta, nel cinema e in televisione e prevalentemente nota per la sua attività di interprete di fotoromanzi.

## Biografia
Ha iniziato a 16 anni in Rai, dove ha lavorato nella serie televisiva La famiglia Benvenuti, in cui interpretava il ruolo di Simona, la fidanzata del figlio di Enrico Maria Salerno. Poi fece delle piccole parti al cinema. Dal 1974 al 1984 ha interpretato complessivamente 354 fotoromanzi, di cui solo dodici da non protagonista, per la casa editrice Lancio e avendo per colleghi degli attori di genere quali Franco Gasparri e Franco Dani. Ha avuto anche una breve esperienza come interprete di teatro lavorando con Luca Ronconi nell'allestimento dell'Orlando furioso. Dopo essersi sposata e avere avuto cinque figli, si è ritirata dalle scene. Al termine di una lunga malattia morì l'8 marzo 2011 all'età di 59 anni.

## Filmografia
- La famiglia Benvenuti – serie TV, 10 episodi (1968)
- L'amica, regia di Alberto Lattuada (1969)
- Paranoia, regia di Umberto Lenzi (1970)
- Il suo nome è qualcuno[3], regia di Denys McCoy (1971)